# Autumn Peltier
Autumn Peltier, född 27 september 2004, från Anishinabek Nation, Manitoulin Island i Kanada, är en debattör och aktivist för rent vatten.
Hon har talat inför FN:s generalförsamling två gånger, 2018 och 2019.
I egenskap av ung, välkänd miljöaktivist jämförs hon ofta med Greta Thunberg, med vilken hon delade scenen på Världsekonomiskt forum i Davos, den 21 januari 2020.

## Aktivism
Peltier fick internationell uppmärksamhet när hon 2016 konfronterade Kanadas premiärminister Justin Trudeau. Hon har mycket stöd från ungdomar, politiker och andra aktivister, och hon har bidragit till att uppmärksamma frågor om bristen på av rent dricksvatten för ursprungsfolk. På Instagram har hon 120 000 följare.
2015 var hon i Sverige och deltog i Children's climate conference i Södertälje i Stockholm. 2019 nominerades hon till International Children's Peace Prize. 
Peltiers aktivism skildras i den korta dokumentärfilmen The Water Walker, som hade premiär på Toronto International Film Festival 2020.